# 2008–2009-es magyar férfi vízilabdakupa
A 2008–2009-es magyar férfi vízilabdakupa a nyolcvankettedik kiírás volt a versenysorozat történetében. A kupára tizenöt csapat nevezett. A győzelmet az Eger szerezte meg.

## Eredmények

### Selejtező
szeptember 18–21.
A csoport (Szentes)
| Hely. | Csapat      | M | Gy | D | V | G+ | G– | Gk  | P | Továbbjutás vagy kiesés      |  | SZEG | SZEN | MAFC |
| ----- | ----------- | - | -- | - | - | -- | -- | --- | - | ---------------------------- |  | ---- | ---- | ---- |
| 1.    | Szegedi VE  | 2 | 2  | 0 | 0 | 35 | 12 | +23 | 6 | Továbbjutott a negyeddöntőbe |  | —    | 15–5 | 20–7 |
| 2.    | Szentesi VK | 2 | 1  | 0 | 1 | 19 | 17 | +2  | 3 | Továbbjutott a negyeddöntőbe |  | 5–15 | —    | 14–2 |
| 3.    | MAFC        | 2 | 0  | 0 | 2 | 9  | 34 | −25 | 0 |                              |  | 7–20 | 2–14 | —    |

B csoport (Kaposvár)
| Hely. | Csapat            | M | Gy | D | V | G+ | G– | Gk  | P | Továbbjutás vagy kiesés      |      | VAS  | UTE  | SZOL | KAP  |
| ----- | ----------------- | - | -- | - | - | -- | -- | --- | - | ---------------------------- | ---- | ---- | ---- | ---- | ---- |
| 1.    | Vasas SC          | 3 | 3  | 0 | 0 | 43 | 13 | +30 | 9 | Továbbjutott a negyeddöntőbe |      | —    | 8–4  | 12–4 | 23–5 |
| 2.    | Újpesti TE        | 3 | 2  | 0 | 1 | 31 | 22 | +9  | 6 | Továbbjutott a negyeddöntőbe |      | 4–8  | —    | 10–9 | 17–5 |
| 3.    | Szolnoki Főiskola | 3 | 1  | 0 | 2 | 22 | 27 | −5  | 3 |                              |      | 4–12 | 9–10 | —    | 9–5  |
| 4.    | Kaposvári VK      | 3 | 0  | 0 | 3 | 15 | 49 | −34 | 0 |                              | 5–23 | 5–17 | 5–9  | —    |      |

C csoport (Kőér utca)
| Hely. | Csapat                   | M | Gy | D | V | G+ | G– | Gk  | P | Továbbjutás vagy kiesés      |      | BHSE | FTC  | OSC  | YBL  |
| ----- | ------------------------ | - | -- | - | - | -- | -- | --- | - | ---------------------------- | ---- | ---- | ---- | ---- | ---- |
| 1.    | Bp. Honvéd               | 3 | 3  | 0 | 0 | 48 | 17 | +31 | 9 | Továbbjutott a negyeddöntőbe |      | —    | 9–6  | 17–7 | 22–4 |
| 2.    | Ferencváros              | 3 | 2  | 0 | 1 | 39 | 19 | +20 | 6 | Továbbjutott a negyeddöntőbe |      | 6–9  | —    | 13–9 | 20–1 |
| 3.    | Orvosegyetem SC          | 3 | 1  | 0 | 2 | 34 | 38 | −4  | 3 |                              |      | 7–17 | 9–13 | —    | 18–8 |
| 4.    | YBL Szent István Egyetem | 3 | 0  | 0 | 3 | 13 | 60 | −47 | 0 |                              | 4–22 | 1–20 | 8–18 | —    |      |

D csoport (Pécs)
| Hely. | Csapat       | M | Gy | D | V | G+ | G– | Gk  | P | Továbbjutás vagy kiesés      |       | EGER | PVSK  | FEH  | BVSC  |
| ----- | ------------ | - | -- | - | - | -- | -- | --- | - | ---------------------------- | ----- | ---- | ----- | ---- | ----- |
| 1.    | Egri VK      | 3 | 3  | 0 | 0 | 47 | 27 | +20 | 9 | Továbbjutott a negyeddöntőbe |       | —    | 10–8  | 19–8 | 18–11 |
| 2.    | Pécsi VSK    | 3 | 1  | 1 | 1 | 25 | 25 | 0   | 4 | Továbbjutott a negyeddöntőbe |       | 8–10 | —     | 8–6  | 9–9   |
| 3.    | Fehérvár PSE | 3 | 1  | 0 | 2 | 28 | 40 | −12 | 3 |                              |       | 8–19 | 6–8   | —    | 14–13 |
| 4.    | BVSC         | 3 | 0  | 1 | 2 | 33 | 41 | −8  | 1 |                              | 11–18 | 9–9  | 13–14 | —    |       |

### Negyeddöntő
szeptember 26–28.
| 1. csapat  | Össz. | 2. csapat   | 1. mérk. | 2. mérk. |
| ---------- | ----- | ----------- | -------- | -------- |
| Egri VK    | 33–20 | Szentesi VK | 20–11    | 13–9     |
| Vasas SC   | 21–17 | Ferencváros | 8–7      | 13–10    |
| Újpesti TE | 16–15 | Szegedi VE  | 7–8      | 9–7      |
| Bp. Honvéd | 25–16 | Pécsi VSK   | 14–9     | 11–7     |

### Elődöntő
november 29., Eger, Bitskey Aladár Uszoda
| 1. csapat  | Eredmény | 2. csapat  |
| ---------- | -------- | ---------- |
| Újpesti TE | 6–13     | Egri VK    |
| Vasas SC   | 10–9     | Bp. Honvéd |

### Döntő
| 2008. november 30. 12:30 | Egri VK                                                       | 9–8         | Vasas SC                      | Bitskey Aladár Uszoda, Eger Nézőszám: 1800 Játékvezetők: Kiszelly Gábor Székely Balázs |
| 2008. november 30. 12:30 | (3–2, 2–1, 1–3, 1–1, 2–0, 0–1)                                |             |                               | Bitskey Aladár Uszoda, Eger Nézőszám: 1800 Játékvezetők: Kiszelly Gábor Székely Balázs |
| 2008. november 30. 12:30 | Bárány 2 Hegedűs 2 Varga II. Zs. 2 Feltham 1 Binder 1 Hárai 1 | Jegyzőkönyv | Varga Dé. 5 Kis G. 2 Kállay 1 | Bitskey Aladár Uszoda, Eger Nézőszám: 1800 Játékvezetők: Kiszelly Gábor Székely Balázs |

Az Eger kupagyőztes csapatának tagjai: Bárány Attila, Binder Szabolcs, Biros Péter, Bundschuh Erik, Decker Ádám, Erdélyi Balázs, Aaron Feltham, Hárai Balázs, Hegedűs Gábor, Kiss Csaba, Nyéki Balázs, Petrovai Márton, Sántavy Máté, Szécsi Zoltán, Valics Bence, Varga II. Zsolt, vezetőedző: Gerendás György